# Claytonia scammaniana
Claytonia scammaniana är en källörtsväxtart som beskrevs av Hulten. Claytonia scammaniana ingår i släktet vårskönor, och familjen källörtsväxter. Inga underarter finns listade i Catalogue of Life.

## Bildgalleri

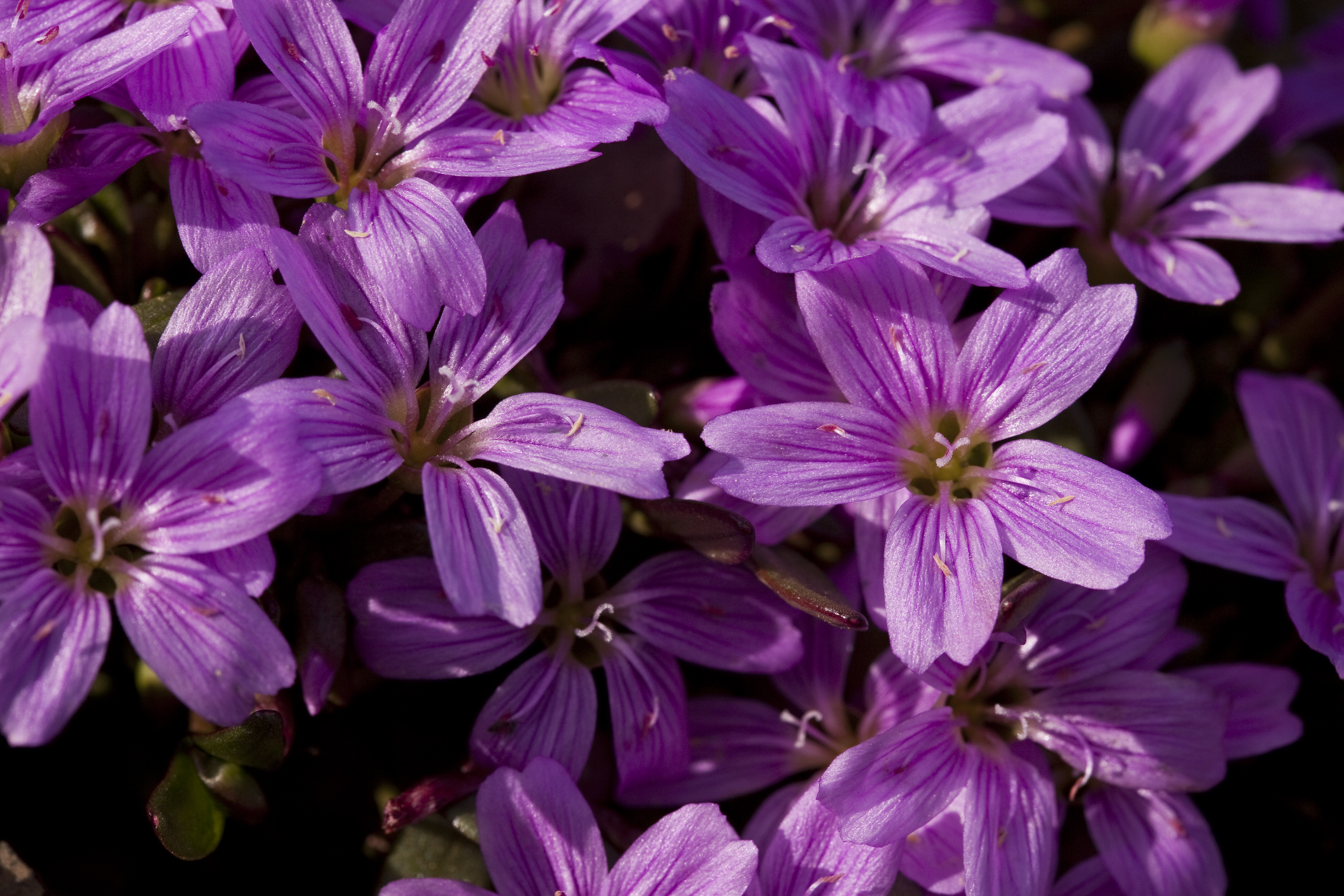